# 성적장애
성적 장애(Sexual Disorders)는 DSM-5에 따르면  성도착증,  성기능장애,  성정체성장애를 통칭하는 포괄적인 상위의 장애 분류 카테고리이거나 또는 전형적인 성적 장애의 진단 및 통계를 위한 분류 명칭이다.

## 같이 보기
- 성 기능 장애
- ICD-10